# Sharmin Akter
Sharmin Akter, född 1995, är en bangladeshisk aktivist som arbetar för att förebygga barnäktenskap. 
Sharmin Akter protesterade som 15-åring mot sin mors planer på att gifta bort sin dotter. Akter ville istället fortsätta sin utbildning och därmed bryta den starka traditionen av barnäktenskap som är vanligt i Bangladesh.  
2017 studerade Sharmin Akter vid Jhalakathi Rajapur Pilot Girls High School och drömde om att bli advokat.
Sharmin Akter tilldelades International Women of Courage Award år 2017.